# Parc provincial de Sx̱ótsaqel/Chilliwack Lake
Le parc provincial de Sx̱ótsaqel/Chilliwack Lake (en anglais : Sx̱ótsaqel/Chilliwack Lake Provincial Park) est un parc provincial de la Colombie-Britannique au Canada. Le parc, qui est situé à la frontière des États-Unis, se trouve au nord du parc national des North Cascades.  Son territoire englobe aussi la réserve écologique de Chilliwack River (Chilliwack River Ecological River), une réserve de 86 ha située au sud du parc.
Sx̱ótsaqel signifie « lac sacré » en halkomelem et la région est la terre ancestrale de la tribu Ts’elxwéyeqw.